# ATC code D09
ATC code D09 پانسمان‌های حاوی دارو زیرگروهی درمانی از سیستم طبقه‌بندی شیمیایی درمانی آناتومیک است. این سیستمِ متشکل از کدهای حرفی‌عددی را سازمان جهانی بهداشت برای طبقه‌بندی داروها و سایر تولیدات پزشکی ایجاد کرده است. زیرگروه D09 جزوی از گروه آناتومیک D مرتبط به پوست و ضمائم است.

کدهای مورد استفاده در دامپزشکی (کدهای ATCvet) را می‌توان با گذاشتن حرف Q جلو کدهای انسانی ATC ایجاد کرد: مثلاً QD09. 
ممکن است نسخه‌های ملی از طبقه‌بندی ATC حاوی کدهای اضافه‌ای باشند که در این فهرست (نسخهٔ سازمان جهانی بهداشت) نیامده باشند.

## D09A پانسمان‌های حاوی دارو

### D09AA Medicated dressings with antiinfectives
D09AA01 نئومایسین
D09AA02 فوزیدیک اسید
D09AA03 نیتروفورازون
D09AA04 Phenylmercuric nitrate
D09AA05 Benzododecinium
D09AA06 تری‌کلوسان
D09AA07 ستیل پیریدینیوم
D09AA08 Aluminium chlorohydrate
D09AA09 پوویدون آیوداین
D09AA10 Clioquinol
D09AA11 بنزالکونیم کلرید
D09AA12 کلرهگزیدین
D09AA13 Iodoform

### D09ABرویbandages
D09AB01 Zinc bandage without supplements
D09AB02 Zinc bandage with supplements